# Guillermo Tell Villegas
Guillermo Tell Villegas Grimaldo (Valencia, Estado de Venezuela, 1823 - Valencia, Estados Unidos de Venezuela, 21 de marzo de 1907) fue un político venezolano, presidente interino de su país en tres ocasiones: entre el 20 de junio de 1868 y el 20 de febrero de 1869, entre el 26 y el 27 de abril de 1870 y entre el 17 de junio y el 31 de agosto de 1892. Fue tío de Guillermo Tell Villegas Pulido.

## Biografía

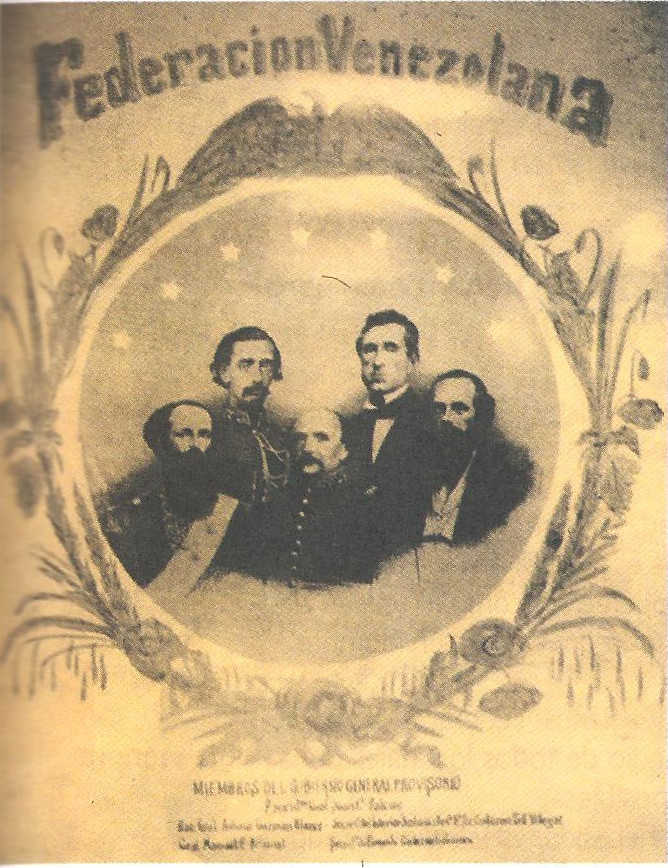
Carteles tras la victoria de los federalistas. En el medio: Juan Crisóstomo Falcón. Izquierda: Antonio Guzmán Blanco. Derecha: Guillermo Tell Villegas. Reverso: Manuel Ezequiel Bruzual, Guillermo Iribarren.

Hijo de Antonio Joseph Villegas y de María Petronila Grimaldo. Nació en Valencia, Estado de Venezuela el 21 de marzo de 1907.
Egresado en derecho de la Universidad Central de Venezuela, en 1849 fue gobernador de Barinas, gobernador de Cojedes en 1856, presidente del Senado y firmante de la Constitución de 1857, de la cual participó en su elaboración, en 1863 diputado en la Asamblea de La Victoria, subsecretario de Interior y Justicia y ministro de Interior y Justicia y de Relaciones Exteriores del mariscal Juan Crisóstomo Falcón, en 1864 supremo de la Alta Corte Federal y en 1866 supremo de la Suprema Corte Federal. En 1867 se distancia de Falcón y participa de una revuelta apodada La Genuina, encabezada por Luciano Mendoza. En este mismo año es uno de los congresistas que se opone a institución del matrimonio civil propuesto por logias masónicas al Congreso, siendo efectivamente negadas por el cuerpo legislativo. 

### Gobierno de los azules
Poco antes de la Revolución azul intenta negociar entre el gobierno y los rebeldes de Miguel Antonio Rojas y José Tadeo Monagas. Tras el triunfo rebelde es nombrado presidente interino, supliendo al mandatario en funciones José Ruperto Monagas, quien estaba combatiendo. En septiembre de 1869 es nombrado ministro del Interior. Al año siguiente asume la presidencia de nuevo, mientras Monagas combate a los rebeldes de la Revolución de abril. Tras esto se retira de la vida pública y en 1876 funda el Colegio La Paz de Caracas. En 1889 es nombrado ministro de Instrucción Pública por Juan Pablo Rojas Paúl, Presidente interno durante la Revolución Legalista de Joaquín Crespo. Se retira a la vida académica hasta su muerte en 1907.

## Vida personal
Se casó con Josefa «Pepita» Perozo Carrillo y tuvo dos hijos, José Antonio y Antonio José.
Villegas era un católico devoto; sus detractores lo tildaban de «muy ultramontano» y «clerical fanático».
Muy dedicado a la labor educativa, el Dr. Villegas recibió en su «Colegio Villegas» a un joven José Gregorio Hernández, llevando su tutela intelectual.